# Look Out Below
Look Out Below è un cortometraggio muto del 1919 diretto da Hal Roach. Il film, di genere comico, fu interpretato da Harold Lloyd, Snub Pollard, Bebe Daniels, Sammy Brooks.

## Produzione
Il film fu prodotto da Hal Roach per la Rolin Films.

## Distribuzione
Distribuito dalla Pathé Exchange, il film - un cortometraggio di una bobina - uscì nelle sale cinematografiche USA il 16 marzo 1919. Il film fu rieditato il 12 febbraio 1922. La Pathé Frères lo distribuì in Francia il 23 gennaio 1920 con il titolo L'Amour s'envole.
Copia della pellicola viene conservata negli archivi del National Film Archive of the British Film Institute.